# Domek na prerii (powieść)
Domek na prerii (Little House on the Prairie, 1935) – powieść Laury Ingalls Wilder, z dużą dozą elementów autobiograficznych. Stanowi trzeci tom cyklu Domek. W Polsce wydana dwukrotnie (w latach 1992 i 1996, jako drugi tom, a pierwszy w wydawnictwie Kris). Dość wierną ekranizacją książki jest odcinek pilotażowy serialu telewizyjnego Domek na prerii oraz miniserialu z roku 2005.
Akcja utworu rozgrywa się w połowie lat 70., XIX wieku. Rodzina Ingallsów – Charles i Caroline, z córkami – Mary, Laurą i Carrie, opuszcza dom w rejonie miasteczka Pepin w stanie Wisconsin i rusza w podróż, osiedlając się na prerii, niedaleko Independence w Kansas. Charles buduje dom, zakłada farmę. Procesowi temu czytelnik ma możliwość przyjrzeć się w najdrobniejszych szczegółach.

## Książka a rzeczywistość
Powieść, choć autobiograficzna – podobnie jak pozostałe części – w wielu momentach odbiega od rzeczywistości, skracając bądź rezygnując całkowicie z opisu pewnych wydarzeń, łącząc inne, czy też przenosząc je w inne momenty życia pisarki.
Ingallsowie mieszkali w Kansas w latach 1869–70, dokąd przybyli z Wisconsin, zatrzymując się po drodze w Rothville, w stanie Missouri. To w tym okresie na świat przyszło ich trzecie dziecko – Carrie, która tymczasem w powieści ma już kilkanaście miesięcy. Zmuszeni do opuszczenia Kansas, w rzeczywistości powrócili do Wisconsin, podczas gdy z książki wynika, że celem ich podróży stało się Walnut Grove w Minnesocie.